# 斯蒂芬·亨得利 (足球運動員)
斯蒂芬·亨得利（英語：Stephen Hendrie；1995年1月8日—）是一位蘇格蘭足球運動員。在場上的位置是左後衛。他現在效力於蘇格蘭足球超級聯賽球隊咸美頓。他也代表蘇格蘭U21國家足球隊參賽。